# Magnusův jev

Černé šipky značí směr proudu vzduchu, F je vznikající síla

Magnusův jev nebo též Magnusův efekt je vznik boční síly při obtékání rotujícího tělesa plynem nebo kapalinou. Poprvé jej podrobně popsal Heinrich Gustav Magnus v roce 1852. První zmínka o tomto jevu ale pochází už z roku 1672 od Isaaca Newtona.

## Princip
Magnusův efekt se projeví stejně bez ohledu na vztah vůči referenčnímu stojatému okolí: Ať už jde o případ, kdy se rotující těleso pohybuje stojatým viskózním médiem, či kdy viskózní médium obtéká kolem stojatého rotujícího tělesa, výsledná boční síla působení bude v obou případech stejná. Na referenčním okolí tedy nezáleží, obecně jde o vzájemné silové působení jen dvou členů, viskózního média a rotujícího tělesa, a to při vzájemném pohybovém střetu nenulovou rychlostí.

### 1
Magnusův jev neboli Magnusova síla je jev, při kterém těleso (válec, koule) letící v tekutině rotuje a vytváří kolem sebe vír, přičemž působí na těleso síla téměř kolmá ke směru proudění okolního vzduchu.
Celkově je toto podobné cirkulaci kolem lopatek, která vzniká při mechanické rotaci.
Magnusův jev bývá často považován za důkaz Bernoulliho principu, což ale není správné, jelikož viskozita vzduchu (zanedbatelná při Bernoulliho principu) je důležitá pro pochopení rozkladu sil.
V mnoha míčových sportech je Magnusův jev zodpovědný za zakřivení dráhy rotujícího míče. Má také efekt na odstřelené rakety a je používán v rotoru lodí a v Flettnerových letadlech.

### 2
Když se těleso (jako koule nebo válec) otáčí ve viskózní kapalině, vytváří kolem sebe mezní vrstvu, která vyvolává snadnější šíření kruhového pohybu kapaliny. Jestliže se těleso v kapalině pohybuje rychlostí V, rychlost tenké vrstvy tekutiny přiléhající k tělesu je na pohybující se přední straně o něco menší nežli rychlost v a na pohybující se straně zadní je o něco větší. To proto, že rychlost, vzhledem k mezní vrstvě obklopující otáčející se těleso, se odečítá od rychlosti na přední straně a přičítá se rychlosti na zadní straně. Pokud je rotující těleso považováno za neefektivní vzduchové čerpadlo bude mít vzduch vyšší tlak na přední straně.

## Historie
Již v roce 1672 byl tento jev popsán Isaacem Newtonem, když pozoroval pohyby tenisových míčků na Cambridžské škole. Roku 1742 Benjamin Robins, britský dělostřelecký inženýr, vysvětluje odchylky v trajektorii mušketové střely pomocí Magnusova jevu. Oficiálně byl tento jev popsán německým fyzikem Heinrichem Magnusem v roce 1852.

## Příklad rotace míče ve vzduchu
Následující rovnice ukazuje vztlakovou sílu vyvolanou na míč, který se otáčí kolmo ke směru jeho translačního pohybu.
{\displaystyle F={\frac {1}{2}}\rho v^{2}AC_{L}}
- {\displaystyle F} = síla zdvihnutí
- {\displaystyle \rho } = hustota kapaliny
- {\displaystyle v} = rychlost míče
- {\displaystyle A} = průměr míče
- {\displaystyle C_{L}} = koeficient zdvihu

Koeficient zdvihu může být určen z grafů pomocí Reynoldsova čísla a odstředivými poměry. Pro hladký míč s rotačním poměrem 0,5 až 4,5 je typický koeficient zdvihu mezi 0,2 až 0,6.

## Projevy
Jev je významný zvláště ve vnější balistice. K jeho výzkumu přivedla Magnuse otázka, proč po výstřelu dělostřelecké granáty uhýbají i za bezvětří.
Na tomto jevu je založeno i fungování Flettnerova rotoru.

### Magnusův efekt ve sportu
Jev se projevuje u mnoha sportů, kde ovlivňuje dráhu míče (kopaná, tenis, golf, stolní tenis, házená aj.). Golfový míček má pro zesílení jevu na svém povrchu množství prohlubní. Míč vlivem tohoto jevu neletí rovně a díky tzv. falši lze například v kopané při rohovém kopu vsítit gól přímo ze značky pro rohový kop.
Magnusův jev popisuje běžně pozorované odchylky od typických trajektorií například letícího míče. Pozorovat jej můžeme ve fotbale, kriketu, baseballu, golfu či tenise.
Ve stolním tenise lze Magnusův jev pozorovat snadno vzhledem k nízké hmotnosti a hustotě míčku. Pálky na stolní tenis jsou obvykle vyrobeny z pryže, kde vzniká maximální přilnavost k míčku a tím pálka může míčku udat rotaci.
V airsoftu systém známý jako Hop-Up slouží k vytvoření zadní rotace na vypáleného BB, podobně jako v golfu.

### V astronomii
Existují hypotézy o působení Magnusova jevu na astronomické objekty (planety a galaxie), vykazující rotační a lineární pohyb v prostředí jako sluneční vítr.